# The Lynch
The Lynch ist eine Insel in der Themse in Berkshire, England. Die Insel befindet sich flussaufwärts des Shiplake Lock nahe Shiplake.
Der Berry Brook mündet südlich der Insel in die Themse.